# Famille Malaza
 (août 2024).
La famille Malaza est une famille patricienne de Venise, originaire de Bologne.

## Historique
Ils produisirent des tribuns antiques.
Ils s'éteignent en 1320 par un certain Marco, officiel au Bureau du Droit du Vin.

## Armes

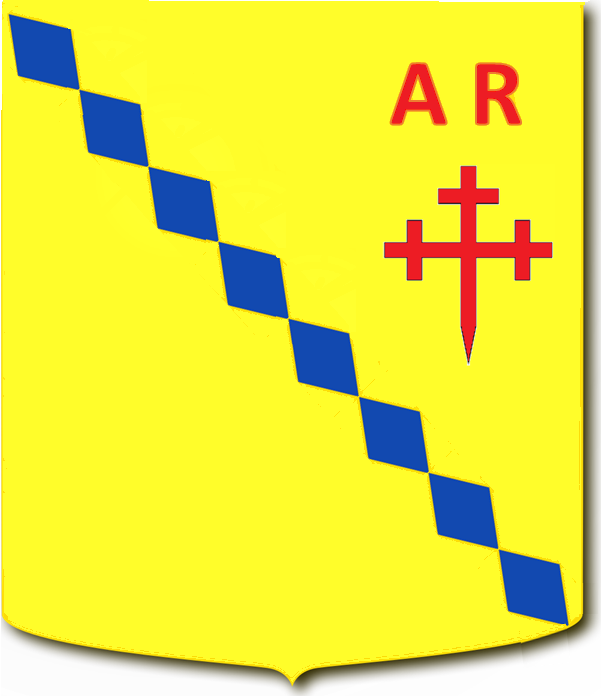
Armes des Malaza

Les armes des Malaza se blasonnent ainsi : d'or à huit losanges aboutées en bande d'azur accollé en chef des lettres A R de gueules surmontant une croix recroisettée au pied fiché du même.